# Ян Венгоф
Ян Гендрік Венгоф (нід. Jan Veenhof; нар. 28 січня 1969, Леуварден, Нідерланди) — нідерландський футболіст та тренер, виступав на позиції захисника.

## Життєпис
Народився у Фрісландії, футбольну кар'єру розпочав у місцевому клубі «Гронінген». Після цього виступав в Японії, Албанії та Канаді. Провів три сезони в японському «Омія Ардія», після чого протягом нетривалого періоду часу грав за «Ден Босх» та «Тирана». Невдовзі після відходу з Албанії, Венгоф у 2003 році підписав контракт з командою А-Ліги «Торонто Лінкс».
Після завершення кар'єри гравця став тренером молодіжної команди «Вендама». Після цього працював головним тренером аматорських клубів. Також працює у фірмі з автоматизації та консалтингу.

## Статистика виступів

### Клубна
| Клубні виступи | Клубні виступи | Клубні виступи | Ліга  | Ліга | Кубок            | Кубок            | Кубок ліги      | Кубок ліги      | Загалом | Загалом |
| Сезон          | Клуб           | Ліга           | Матчі | Голи | Матчі            | Голи             | Матчі           | Голи            | Матчі   | Голи    |
| Японія         | Японія         | Японія         | Ліга  | Ліга | Кубок Імператора | Кубок Імператора | Кубок Джей-ліги | Кубок Джей-ліги | Загалом | Загалом |
| -------------- | -------------- | -------------- | ----- | ---- | ---------------- | ---------------- | --------------- | --------------- | ------- | ------- |
| 1998           | «Омія Ардія»   | Футбольна ліга | 15    | 0    | 0                | 0                | -               | -               | 15      | 0       |
| 1999           | «Омія Ардія»   | Джей-ліга 2    | 23    | 0    | 3                | 0                | 1               | 0               | 27      | 0       |
| 2000           | «Омія Ардія»   | Джей-ліга 2    | 30    | 0    | 0                | 0                | 2               | 0               | 32      | 0       |
| Загалом        | Загалом        | Загалом        | 68    | 0    | 3                | 0                | 3               | 0               | 74      | 0       |